# Natachtari
Natachtari (gruz. ნატახტარი) – wieś w Gruzji, w Mcchecie-Mtianetii, w gminie Mccheta, ok. 30 km na północ od Tbilisi. W 2014 roku liczyła 1234 mieszkańców. We wsi znajduje się prywatne lotnisko Natachtari i siedziba browaru Natachtari.